# Hydroidea elsiae
Hydroidea elsiae là một loài thực vật có hoa trong họ Cúc. Loài này được (Hilliard) P.O.Karis mô tả khoa học đầu tiên năm 1990.